# Липен
Лѝпен е село в Северозападна България. То се намира в община Монтана, област Монтана.

## Културни и природни забележителности
Край селото има средновековна църква „Свети Четиридесет мъченици“. Новата църква на селото се казва „Света Троица“.
Читалището е създадено през 1926 г. от група будни хора в Липен – Ангел Иванов, Николай Наков, Мито Замфиров, Христо Димов и поп Кузма Павлов. Първата театрална постановка е направена в старото училище. Като в учителската стая е направена сцената от чинове и ритли на волска каруца, а за завеси са пуснати двуполи кълчищни черги. Всички учители и дядо Ицо Пекьов участвали като актьори. През 1956 г. старото училище е разрушено и липнени решават на доброволни трудови начала да построят нова едноетажна сграда за читалище. В процеса на строеж майстор Михаил проявил инициатива и променя първоначалните планове като надгражда още един етаж. Тухлите за сградата също са доброволно изработени от местна младежка бригада. Така на 25 декември 1960 година е открит сегашния културен дом в Липен.
На 1 км в северна посока от с. Липен има местност, която се нарича „Дедовско дърво“ или „Дедово дърво“, където имало вековно дърво. Преданието е, че след загиването на старото дърво там винаги пониквала млада фиданка. Богомилите чели своите молитви не в църкви, а под големи дървета, в гори или на високи места. С името на дедеца или дядото етимологически са свързани и имена на други околни местности.

## Редовни събития
Съборът на селото е на празника Св. Дух /около 14 юни/. 

## Личности
- Петкана Макавеева (р. 1952), българска баскетболистка

## Галерия
- Читалище „Пробуда“ в село Липен.
- Църквата в село Липен
- Антифашистка паметна плоча на стената на читалище „Пробуда“.